# San Juan de la Nava
San Juan de la Nava község Spanyolországban, Ávila tartományban. San Juan de la Nava Navaluenga, Navalmoral, Sotalbo, Riofrío és El Barraco községekkel határos. Lakosainak száma 426 fő (2024).

## Népesség
A település népessége az utóbbi években az alábbiak szerint változott:
| Lakosok száma | 683  | 635  | 603  | 538  | 516  | 522  | 512  | 468  | 466  | 426  |
|               | 2001 | 2004 | 2006 | 2009 | 2011 | 2014 | 2016 | 2019 | 2021 | 2024 |